# Distretto di Askeran

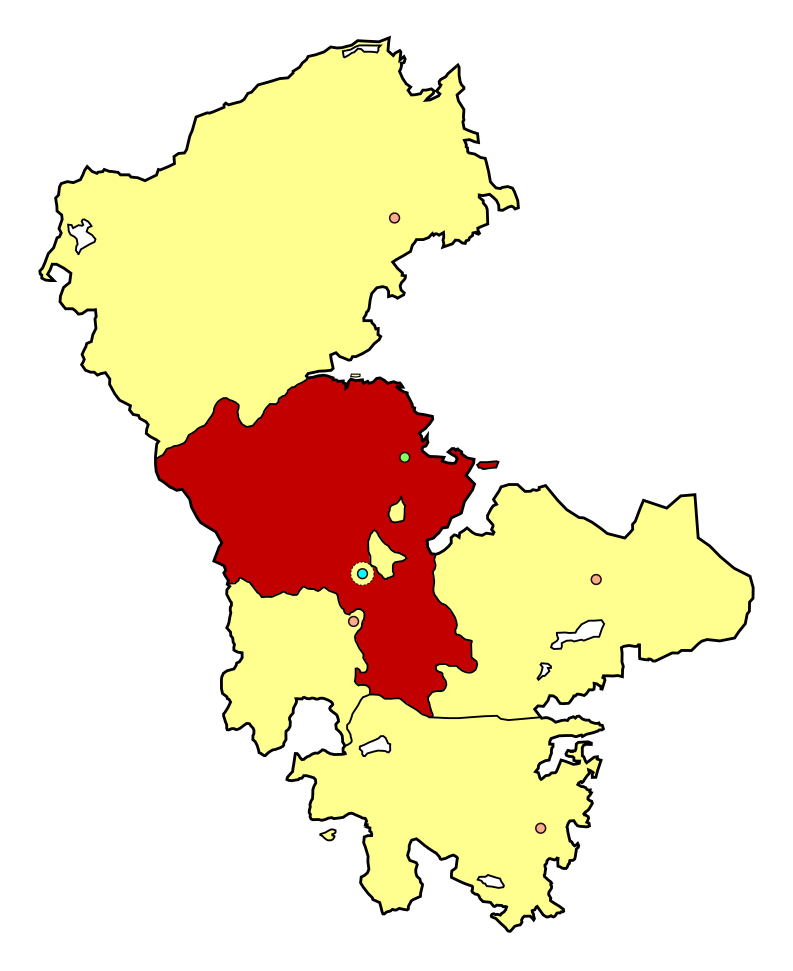

Il distretto di Askeran era uno dei cinque distretti nei quali era suddivisa l'Oblast' Autonoma del Nagorno Karabakh.

## Storia
L'oblast' venne ufficialmente creata il 7 luglio 1923. All'epoca e fino al 1978 il distretto era denominato Distretto di Stepanakert e la città ne era il capoluogo. In seguito fu rinominato e il capoluogo trasferito ad Askeran.
Nel 1928 la popolazione del distretto ammontava a 29.000 abitanti.